# Administração Oceânica e Atmosférica Nacional
A Administração Nacional Oceânica e Atmosférica (em inglês: National Oceanic and Atmospheric Administration - NOAA) é uma instituição ligada ao governo estadunidense que faz parte do Departamento de Comércio dos Estados Unidos.
O órgão em seu website se descreve assim: "é uma agência que enriquece a vida por meio da ciência. Nosso alcance vai da superfície do sol às profundezas do fundo do oceano enquanto trabalhamos para manter o público informado sobre as mudanças no ambiente ao seu redor".

## Objetivo e função
As funções específicas da NOAA incluem:
- Fornecimento de produtos de informação ambiental. A NOAA fornece aos seus clientes e parceiros informações relativas ao estado dos oceanos e da atmosfera, como avisos e previsões meteorológicas por meio do Serviço Nacional de Meteorologia. Os serviços de informação da NOAA se estendem também ao clima, ecossistemas e comércio.
- Fornecimento de serviços de gestão ambiental. NOAA é um administrador dos ambientes costeiros e marinhos dos Estados Unidos. Em coordenação com as autoridades federais, estaduais, locais, tribais e internacionais, a NOAA gerencia o uso desses ambientes, regulamentando a pesca e os santuários marinhos, bem como protegendo as espécies marinhas ameaçadas e em perigo de extinção.
- Realizando Pesquisa Científica Aplicada. A NOAA pretende ser uma fonte de informações científicas precisas e objetivas nas quatro áreas específicas de importância nacional e global identificadas acima: ecossistemas, clima, clima e água, e comércio e transporte.

As cinco atividades fundamentais da NOAA são:
- Monitoramento e observação de sistemas terrestres com instrumentos e redes de coleta de dados.
- Compreender e descrever os sistemas da Terra por meio de pesquisa e análise de dados.
- Avaliar e prever as mudanças nesses sistemas ao longo do tempo.
- Envolver, aconselhar e informar o público e as organizações parceiras com informações relevantes.
- Custódia de recursos ambientais.[3]

## História, lema e missão
O NOAA foi fundado em 1970, como a junção de três agências: a US Coast and Geodetic Survey, fundada em 1807 pelo presidente Thomas Jefferson; o Weather Bureau, fundado em 1870; e a US Commission of Fish and Fisheries, fundada em 1871.
Seu lema é Ciência. Serviço. Zelo. (Science. Service. Stewardship.) e sua missão é "entender e prever mudanças no clima, tempo, oceanos e costas, para compartilhar esse conhecimento e informações com outras pessoas e para conservar e gerenciar os ecossistemas e recursos costeiros e marinhos. 

## Setores de atuação e serviços
A NOAA é um órgão que presta serviços de apoio e realiza estudos sobre meteorologia, clima, oceanos, pesca marítima, satélites, pesquisa, Marinha, aviação, santuários marítimos e Educação.

## Destaques
Entre seus setores destaca-se o National Hurricane Center (NHC), muito conhecido e citado por monitorar e divulgar informações sobre furacões, que acabam virando notícia no mundo inteiro. Foi citado, por exemplo, pelo G1 e pelo UOL em setembro de 2020 nas notícias sobre o furacão Sally.
De forma geral, informações divulgadas pelo órgão são usadas por sites e publicações do mundo inteiro.

## Conteúdo de domínio público

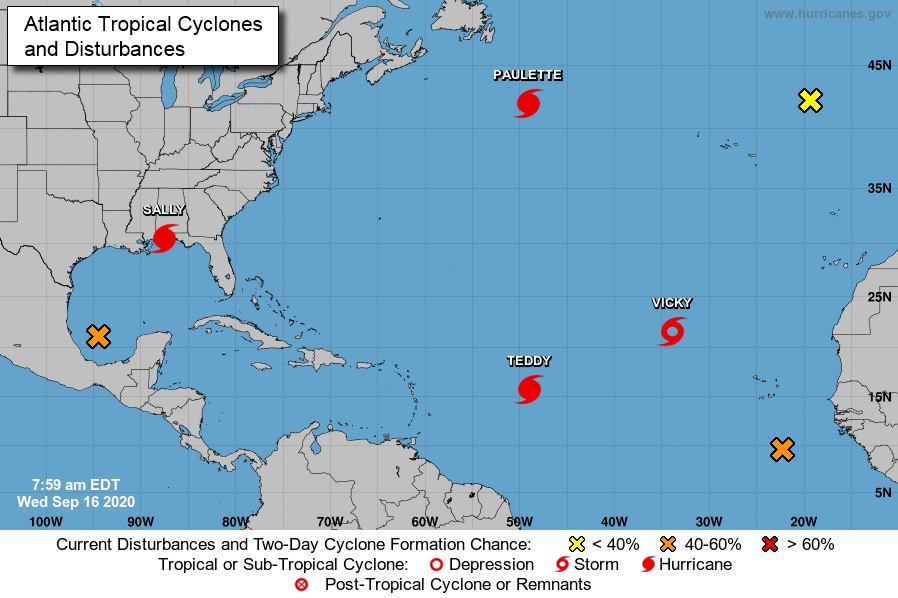
Imagem gratuita acessível no NHC da temporada de furacões no Atlântico Norte em 16 de setembro de 2020

Boa parte do conteúdo produzido pelos setores ligados ao NOAA é liberado sob uma licença livre, de domínio público, cuja condições de uso em geral estão descritas no rodapé do site em disclaimer (leia a licença do NHC aqui, em inglês).

## Na Wikinotícias
Acesse aqui uma lista de notícias sobre o NOAA e seus serviços na Wikinotícias